# Prurigo
Die Prurigo ist eine Gruppe von Hautkrankheiten mit juckenden, quaddelbildenden Papeln unterschiedlichen Verlaufes.
Die Gruppe kann eingeteilt werden wie folgt:

## Als eigenständige Krankheit
Diese primären Formen werden unterteilt in:
- Prurigo simplex acuta infantum, Synonyme: Urticaria chronica infantum; Prurigo simplex acuta Brocq; Prurigo acuta des Kindes; Strophulus infantum; Urticaria papulosa infantum; Lichen urticatus infantum; Lichen simplex acuta, papular urticara[3]
- Prurigo simplex subacuta (chronica) Synonyme: Urticaria papulosa chronica; Prurigo simplex acuta et subacuta adultorum; Strophulus adultorum; Lichen urticatus; Lichen Vidal urticatus; Acne urticata; Urticaria perstans; Prurigo simplex chronica[4]
  - Prurigo chronica multiformis, Synonyme: Prurigo multiforme Lutz[5]
- Prurigo nodularis

## Durch Erkrankungen ausgelöste Form
Diese sekundäre Prurigo tritt bei internistischen Erkrankungen auf wie:
- Diabetes mellitus
- Chronisch terminale Niereninsuffizienz (Prurigo uraemica)
- Chronische Lebererkrankungen
- Gicht (Prurigo uratica)
- Morbus Hodgkin (Prurigo lymphatica)
- Paraneoplastisch

## Im Rahmen weiterer Erkrankungen
- Aktinische Prurigo, Synonyme: Hereditäre polymorphe Lichtdermatose; familiäre aktinische Prurigo; Solar Prurigo; englisch Hutchinson’s prurigo, Hutchinson’s summer eruption; Hydroa aestival; Hutchinson’s summer prurigo[6]
- Prurigo pigmentosa[7]
- Atopisches Ekzem, Synonyme: Prurigo Besnier, Prurigo diathésique; Prurigo à forme eccemato-lichénienne
- Polymorphe Lichtdermatose, Synonyme: Sommerprurigo; Prurigo aestivalis
- Pulpitis sicca, Synonym: Prurigo hiemalis
- Intrahepatische Schwangerschaftscholestase, Synonym: Prurigo gestationis[8]